# Necropoli di Prunittu
La necropoli di Prunittu è un sito archeologico situato nel Barigadu, regione storica della Sardegna centrale, in località Sorrana. Fa parte amministrativamente del comune di Sorradile, provincia di Oristano, da cui dista circa un chilometro.
Il complesso è formato da due agglomerati, distanti un centinaio di metri l'uno dall'altro, e comprende complessivamente 27 domus de janas. La gran parte degli ipogei sono facilmente raggiungibili mentre alcuni, essendo ricavati nella parete verticale di un bancone di roccia trachitica e con l'ingresso posto ad una certa altezza (sino a quattro metri dal piano di campagna), sono accessibili soltanto calandosi dal pianoro sovrastante.
La quasi totalità delle tombe risultano composte da diversi ambienti comunicanti e presentano uno sviluppo planimetrico prevalentemente longitudinale, saltuariamente interessato dalla presenza di vani laterali.
Dal 1980 la necropoli è stata oggetto di indagine da parte della Soprintendenza archeologica di Cagliari e Oristano.
Cronologicamente il complesso si colloca nella Cultura di Ozieri del Neolitico finale - Eneolitico (3500-2900 a.C.) con probabile riutilizzo in epoca bizantina.

## Galleria d'immagini

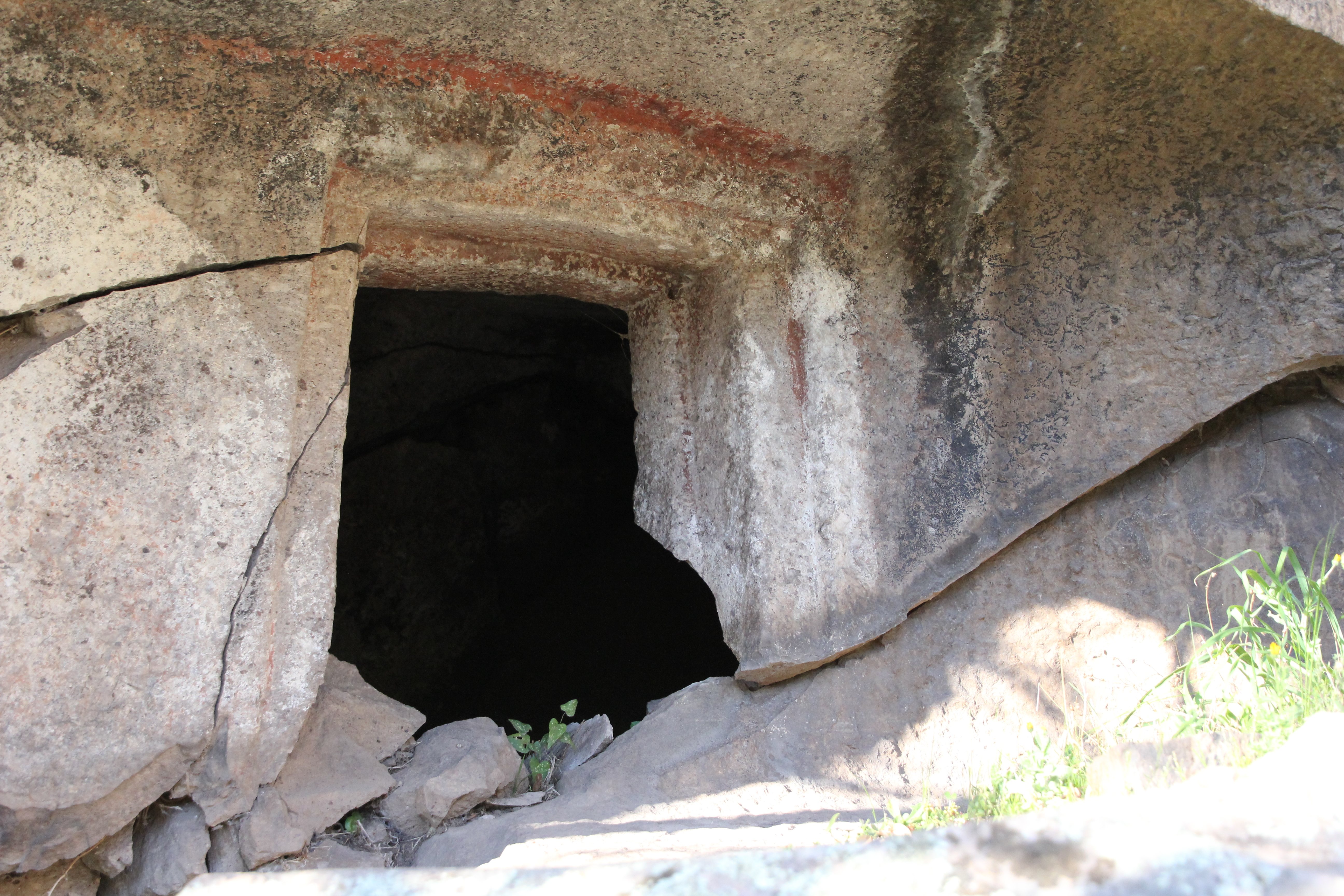
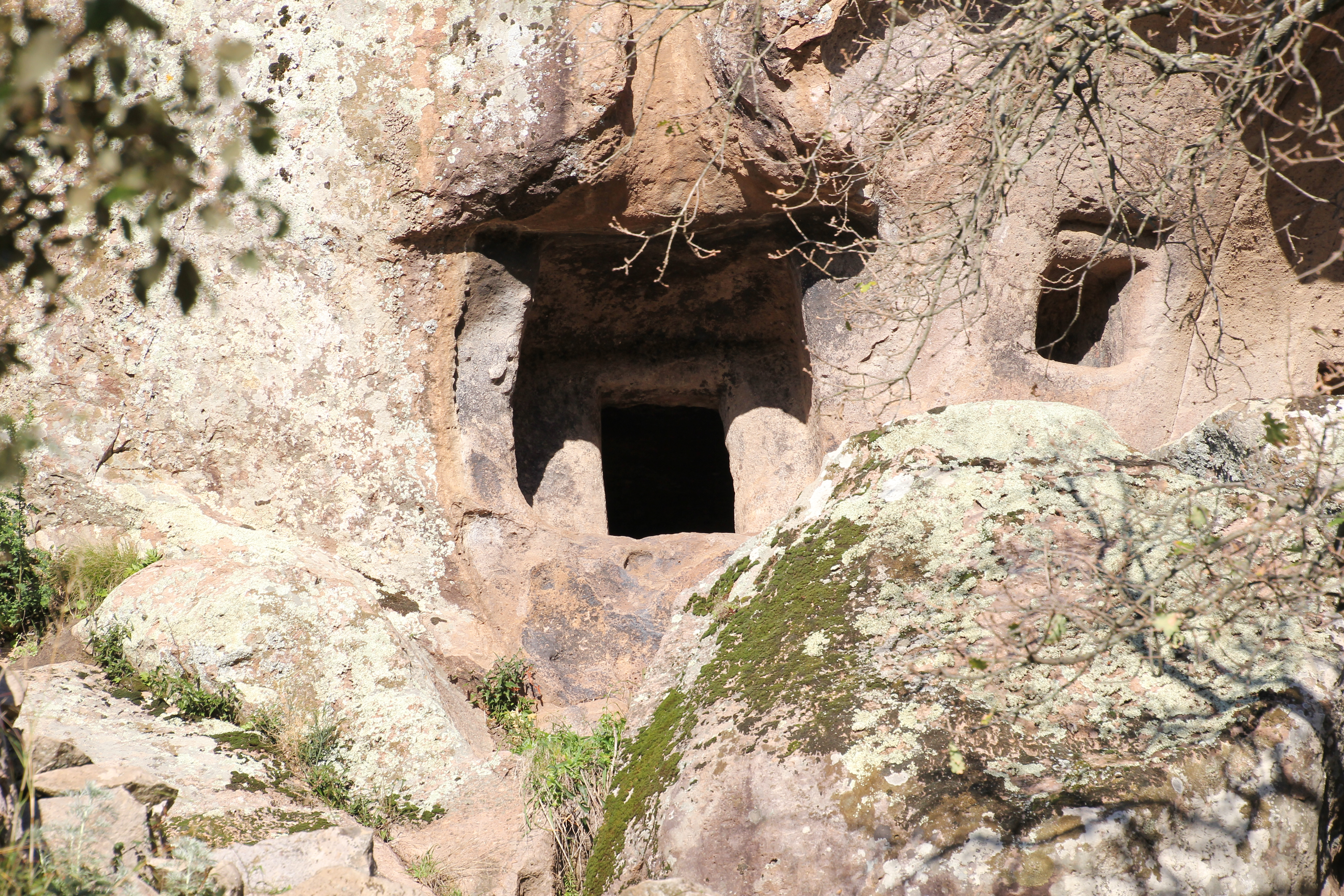
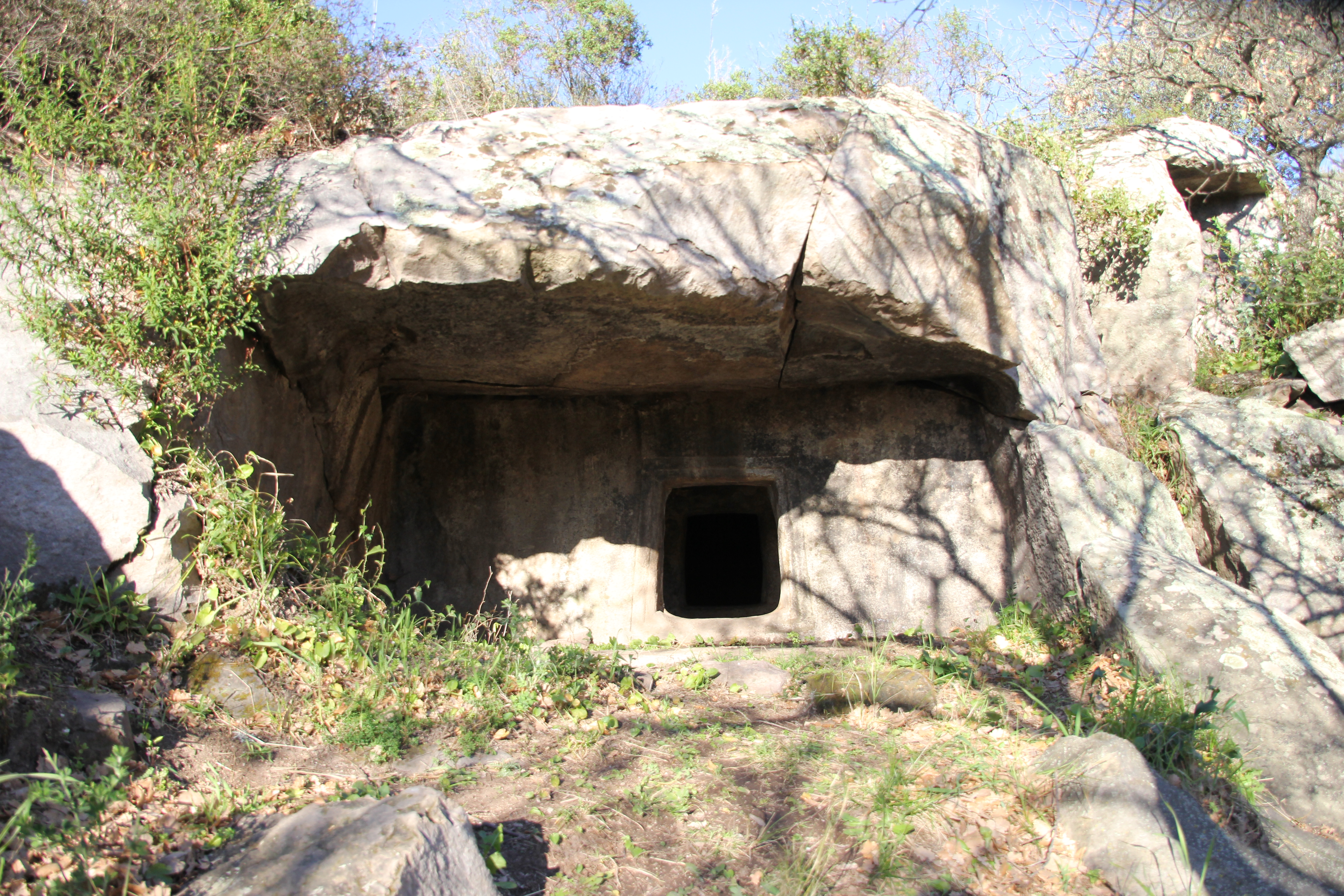
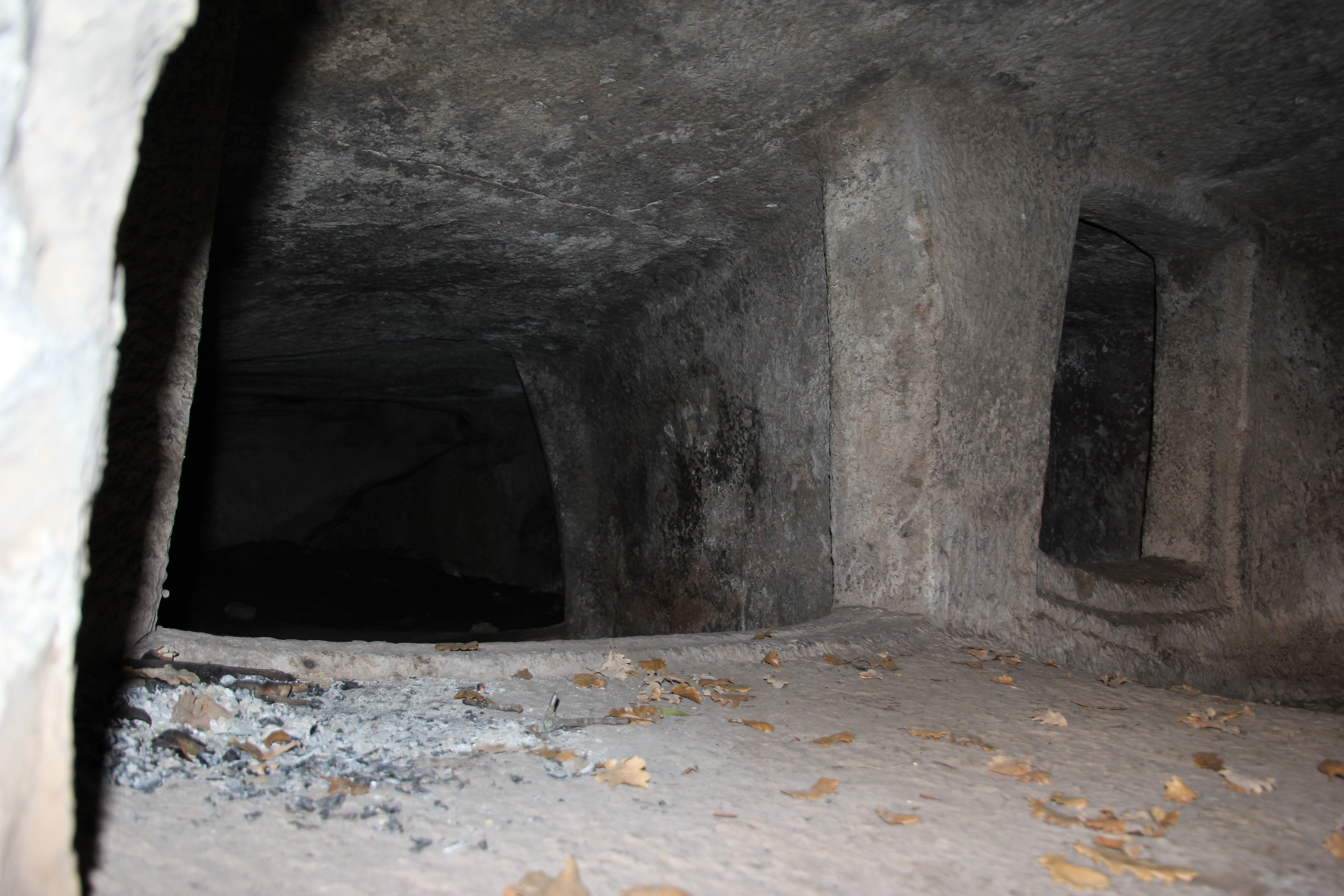